# Beaver Dam (Wisconsin)
Pour les articles homonymes, voir Beaver Dam et Beaver.
Beaver Dam est une ville américaine située dans le comté de Dodge, au Wisconsin. Selon le recensement de 2010, sa population est de 16 214 habitants.